# Lees- en zangboekje voor belangstellenden door een kindervriend
Lees- en zangboekje voor belangstellenden door een kindervriend (1953) was de eerste dichtbundel van Drs. P, die verscheen bij de Rotterdamse uitgever W.L. & J. Brusse, zonder vermelding van de naam van de auteur. Het is een privéuitgave die dateert uit de tijd dat Heinz Polzer als copywriter voor een reclamebureau werkte (met Willem Duys als collega die het pseudoniem Drs. P bedacht en hem later in Voor de vuist weg zijn tv-debuut zou laten maken). Al in zijn studententijd schreef Polzer liedteksten, plezierdichten en satirisch proza (voor het eerst in deze bundel bijeen gebracht), onder meer voor de almanak van het Rotterdams studentencorps.
In 1953 publiceerde Polzer de grammofoonplaat Heinz Polzer zingt uit het Zangboekje voor Bijzienden (door een kindervriend), een op eigen kosten opgenomen ep te New York, en bovengenoemd boekje. Later deed hij hetzelfde met de Engelstalige uitgave Notes on notes (1972, gedichten over muziek in een zeer beperkte oplage, voor het eerst breed openbaar gemaakt in Lyriana, Nijmegen, uitgeverij De Stiel, 1993). Vanaf 1974 werd Polzers werk bij reguliere uitgevers gepubliceerd.